# Bressal mac Ségéne
Bressal mac Ségéne (mort en 801 le 18 mai ?) ecclésiastique irlandais qui fut abbé d'Iona de 771 à 801.

## Biographie
Bressal mac Ségéne ou Ségéni succède à Suibhne comme 17e abbé. Il semble avoir exercé la fonction de coadjuteur pendant les deux dernières années de l'abbatiat de son prédécesseur. À cette époque le prestige de l'abbaye d'Iona comme haut lieu de spiritualité et de culture est tel que deux rois irlandais choisissent de s'y retirer avant  de mourir: l'Ard ri Erenn Niall Frossach qui y meurt en 778 après avoir abdiqué en 770 et Artgal mac Cathail, roi de Connacht en 791  après neuf années de retraite. Pourtant c'est pendant l'abbatiat de Bressal qu'intervient l'événement  qui sera à terme le plus dévastateur de l'histoire de la communauté monastique, l'intrusion des vikings païens qui commencent leurs « dévastation de toutes les îles de Bretagne » en 794  et pillent Skye dès l'année suivante. Selon les annales d'Ulster Bressal exerce le principatus de Iona pendant 31 ans et meurt en 801. Si on peut l'identifier avec le clerc homonyme de l'abbaye de Durrow sa fête est fixée au 18 mai et il a comme successeur Connachtach 